# Pentalonia caladii
Pentalonia caladii är en insektsart som beskrevs av Van der Goot 1917. Pentalonia caladii ingår i släktet Pentalonia och familjen långrörsbladlöss. Inga underarter finns listade i Catalogue of Life.